# Christian Puggioni
Christian Puggioni, né le 17 janvier 1981 à Gênes, est un footballeur italien qui évolue au poste de gardien de but.

## Biographie

### En club
Christian Puggioni est formé à l'UC Sampdoria mais ne portera jamais le maillot de l'équipe première malgré des convocations avec les équipes de jeunes italiennes. Il effectue sa véritable première saison avec le club de Série D de l'AC Borgomanero où il réussit à garder ses buts inviolés durant 700 minutes. Après un essai raté au Sporting Lisbonne, Puggioni retourne en Italie et notamment à l'AC Pise où il réussit l’exploit de n’encaisser que cinq buts lors des 20 premières journées de championnat, un record qui fait de lui à le gardien le plus imperméable d’Europe. 
Cette particularité lui permet de signer à l'AS Reggina durant l’hiver 2007. Il fait ses débuts avec qui il fait ses débuts face au FC Parme et participe au maintien du club dans l’élite alors que ce dernier accusait onze points de pénalité. Après un prêt d'une saison à l'AC Pérouse en troisième division, il revient à la Reggina en tant que titulaire, statut qu’il dérobe à Andrea Campagnolo. Par la suite, le club est relégué en Serie B et Puggioni s’engage finalement en 2011 avec l'AC Chievo Vérone. Il en devient le titulaire lors de la saison 2012/2013 à la suite du départ de Stefano Sorrentino à Palerme.
En 2015, il rejoint l'UC Sampdoria.

## Statistiques
Le tableau ci-dessous retrace la carrière de Christian Puggioni depuis ses débuts :
| Saison                | Club                    | Championnat           | Championnat | Championnat | Coupe(s) nationale(s) | Coupe(s) nationale(s) | Total | Total |
| Saison                | Club                    | Division              | M.          | B.          | M.                    | B.                    | M.    | B.    |
| 2006-2007             | Reggio Calabria         | Série A               | 3           | 0           | -                     | -                     | 3     | 0     |
| 2007-2008             | AC Pérouse (prêt)       | Série C               | 33          | 0           | -                     | -                     | 33    | 0     |
| 2008-2009             | Reggio Calabria         | Série A               | 16          | 0           | 1                     | 0                     | 17    | 0     |
| 2009-2010             | Plaisance Calcio (prêt) | Série B               | 41          | 0           | 1                     | 0                     | 42    | 0     |
| 2010-2011             | Reggio Calabria         | Série B               | 42          | 0           | 3                     | 0                     | 45    | 0     |
| 2011-2012             | Reggio Calabria         | Série B               | -           | -           | 1                     | 0                     | 1     | 0     |
| 2011-2012             | Chievo Vérone           | Série A               | 1           | 0           | 3                     | 0                     | 4     | 0     |
| 2012-2013             | Chievo Vérone           | Série A               | 17          | 0           | 1                     | 0                     | 18    | 0     |
| 2013-2014             | Chievo Vérone           | Série A               | 23          | 0           | 1                     | 0                     | 24    | 0     |
| 2014-2015             | Chievo Vérone           | Série A               | -           | -           | -                     | -                     | 0     | 0     |
| 2015-2016             | Sampdoria Gênes         | Série A               | -           | -           | -                     | -                     | 0     | 0     |
| 2016-2017             | Sampdoria Gênes         | Série A               | 11          | 0           | 1                     | 0                     | 12    | 0     |
| Total sur la carrière | Total sur la carrière   | Total sur la carrière | 187         | 0           | 12                    | 0                     | 199   | 0     |